# 沙派兹
沙派兹（法語：Chapaize，法語發音：[ʃapɛz]）是法国索恩-卢瓦尔省的一个市镇，属于索恩河畔沙隆区。

## 地理
沙派兹（46°33'26"N, 4°44'14"E）面积13.76 平方千米，位于法国勃艮第-弗朗什-孔泰大區索恩-卢瓦尔省，该省份为法国中部省份，北起顺时针与科多尔省、汝拉省、安省、罗讷省、卢瓦尔省、阿列省和涅夫勒省接壤。
与沙派兹接壤的市镇（或旧市镇、城区）包括：拉沙佩勒苏布朗雄、希塞莱马孔、科尔马坦、埃特里尼、马莱、马尔塔伊莱布朗雄。

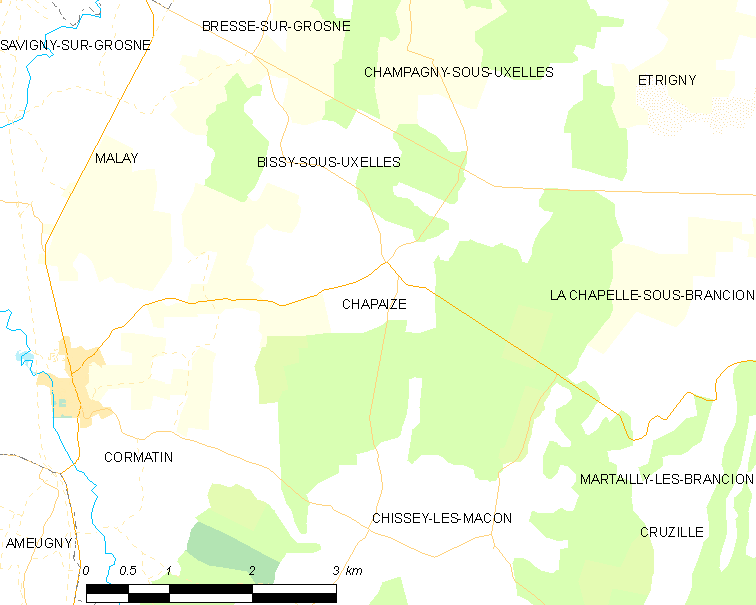
沙派兹的OSM定位图

沙派兹的时区为UTC+01:00、UTC+02:00（夏令时）。

## 行政
沙派兹的邮政编码为71460，INSEE市镇编码为71087。

## 政治
沙派兹所属的省级选区为克吕尼县。

## 人口

1962-2008年间沙派兹人口变化图示

沙派兹于2022年1月1日时的人口数量为166人。